# 波旁咖啡

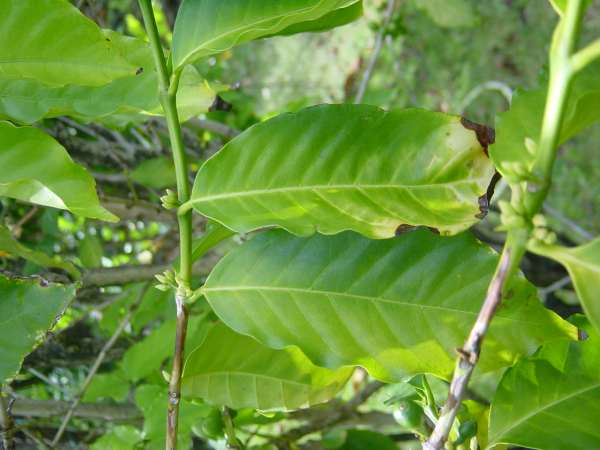
留尼汪省的波旁咖啡

波旁咖啡（法語：Café Bourbon）是一種以阿拉伯咖啡波旁品種所產出的咖啡。波旁咖啡最初栽種於留尼旺，當地在1789年前也被稱做波旁島（Île Bourbon）。其後來被法國佔領，以與非洲大陸與拉丁美洲相連，其現在亦是兩個全球最普及的阿拉比卡咖啡生產地之一，另一個是鐵比卡咖啡（Typica coffee）。
波旁咖啡通常生產於海拔3500至6500英尺（1062–1972公尺），產量較鐵比卡咖啡高20–30%，但生產了品質相似的咖啡。